# Waling Dykstra

Aufnahme um 1871

Waling Dykstra (* 14. August 1821 in Froubuurt (Vrouwenparochie) in der Gemeinde Het Bildt; † 5. Januar 1914 in Holwerd, Gemeinde Noardeast-Fryslân) war ein friesischer Dichter. 
Dykstra war der Sohn eines Bäckers und als junger Mann übte er diesen Beruf selbst auch aus.
Später widmete er sich der Literatur, dem Volkstheater und der  Fryske Beweging, einer Bewegung zur Gleichberechtigung und Entwicklung der westfriesischen Sprache.
Dieser letzten Tätigkeit und seiner Mitarbeit an einem Wörterbuch des Westfriesischen verdankt er seinen Ruhm in Friesland, denn seine Werke hatten nur geringen literarischen Wert.
| Personendaten    | Personendaten                                         |
| ---------------- | ----------------------------------------------------- |
| NAME             | Dykstra, Waling                                       |
| KURZBESCHREIBUNG | friesischer Dichter                                   |
| GEBURTSDATUM     | 14. August 1821                                       |
| GEBURTSORT       | Froubuurt (Vrouwenparochie) in der Gemeinde Het Bildt |
| STERBEDATUM      | 5. Januar 1914                                        |
| STERBEORT        | Holwerd, Gemeinde Noardeast-Fryslân                   |